# Distrikt Aguas Verdes
Der Distrikt Aguas Verdes (Aguas Verdes spanisch für „Grüne Wasser“) befindet sich in der Provinz Zarumilla in der Region Tumbes im äußersten Nordwesten von Peru. Der Distrikt wurde am 11. Januar 1985 gegründet. Auf 46,3 km² Fläche lebten beim Zensus 2017 18.169 Einwohner. Im Jahr 1993 lag die Einwohnerzahl bei 7977, im Jahr 2007 bei 16.058. Verwaltungssitz ist die Kleinstadt Aguas Verdes mit 2111 Einwohnern (Stand 2017). Aguas Verdes liegt am rechten Flussufer des Río Zarumilla auf einer Höhe von 7 m, 4 km nordöstlich der Provinzhauptstadt Zarumilla. Der Hauptort Aguas Verdes liegt an der Grenze zu Ecuador. Auf der anderen Seite der Grenze befindet sich die Stadt Huaquillas. Die Fernstraße Panamericana (in Peru die Nationalstraße 1N) von Ecuador kommend durchquert den Distrikt.

## Geographische Lage
Der Distrikt Aguas Verdes liegt im Nordosten der Provinz Zarumilla. Der Fluss Río Zarumilla (neuer Flusslauf) durchquert den Distrikt in überwiegend nordwestlicher Richtung. Der alte Flusslauf des Río Zarumilla verläuft entlang der Staatsgrenze zum nördlich gelegenen Ecuador.
Der Distrikt Aguas Verdes grenzt im Westen und im Norden an den Distrikt Zarumilla, im Osten an die Kantone Huaquillas und Arenillas der ecuadorianischen Provinz El Oro sowie im Südwesten an den Distrikt Papayal.

## Ortschaften im Distrikt
Neben dem Verwaltungssitz Aguas Verdes gibt es noch folgende Städte und Ortschaften im Distrikt:
- Cuchareta Alta
- Cuchareta Baja
- La Curva
- Loma Saavedra
- Nueva Esperanza
- Pocitos

La Curva bildet den östlichen Teil des Ballungsraumes von Zarumilla und hatte 2017 13.739 Einwohner. 